# Дадао дуй
Дадао дуй (кит. 大刀隊, букв. «большие клинки») — штурмовые отряды Национально-революционной армии Китайской Республики в годы японо-китайской войны (1937—1945). Бойцы этих отрядов отличались особым вооружением: в частности, они использовали в рукопашном бою мечи дадао, были вооружены немецкими пистолетами Mauser C96 и гранатами Stielhandgranate 24. Отряды были разгромлены в ходе войны против Японии из-за количественного и технического превосходства противника, несмотря на то, что в некоторых сражениях наносили колоссальный урон японцам; их остатки участвовали в партизанской войне против Японии.

## Происхождение отрядов
Отряды «дадао дуй» присутствовали во множестве полевых армий Национально-революционной армии, причём наиболее известной стала 29-я армия. Для подготовки солдат 29-й армии мастер боевых искусств Ма Фэнту (кит. 马凤图), автор системы боя пигуацю-ань, разработал систему боя дадао, известную под названием «восемь ударов клинком, чтобы сокрушить передовую линию обороны» (восемь приёмов для рукопашного боя с противником на мечах или штыках). Также подобные отряды были и в Народно-освободительной армии Китая.
Одними из лидеров «дадао дуй» были генералы Национально-революционной армии Чжао Дэнъю, командир 109-й бригады 37-й дивизии 29-й армии, и Сун Чжэюань, также служивший в 29-й армии: оба участвовали в обороне Великой Китайской стены. Ночью 8 марта 1933 года в ходе боёв за Пик счастья (Сифэнкоу) группа «дадао дуй» под руководством Суна Чжэюаня численностью 500 человек атаковала японские позиции. Превосходившим их по численности японцам она нанесла большой ущерб, захватив 10 станковых пулемётов и уничтожив 10 транспортных средств с боеприпасами. Из 500 человек выжило чуть больше 30. На следующее утро японцы атаковали китайские позиции, и Сун приказали снова сделать ставку на бой с дадао: после трёхчасового артиллерийского обстрела японцы пошли на штурм окопов, но китайцы, не открывая ответного огня, перешли в контратаку, уничтожив более 700 солдат. Композитор Май Син, вдохновлённый победой в бою за Пик счастья, написал «Марш больших клинков», ставший гимном китайских солдат и известный по первой строчке «Отрубим дьяволу голову дадао».
Отличившийся также в этих боях Чжао вскоре был назначен командиром 132-й дивизии. Он участвовал в боях 9 июля 1937 года во время инцидента на мосту Лугоу: китайцы атаковали японские позиции рано утром, пользуясь плохой видимостью, дождём и туманом. Не открывая огня, штурмовые отряды 29-й армии подошли к японцам почти вплотную, закидали гранатами и бросились врукопашную с дадао, заставив японцев отойти назад. 28 июля Чжао, спеша на помощь генералу Туну Линьгэ, в результате предательства попал в засаду и был убит. В связи с разгромом 29-й армии остатки «дадао дуй» ушли в партизаны, скрывшись на севере Китая и продолжая вести партизанскую войну до победы 1945 года.

## Снаряжение
Меч дадао состоял на вооружении многих отрядов Национально-революционной армии и Народно-освободительной армии Китая, причём у НОАК дадао были чаще дополнительным вооружением и отличались в размерах. В Национально-революционной армии меч был основным холодным оружием, будучи на вооружении как у пехотных частей, так у кавалеристов и велосипедных частей: несмотря на тяжёлый клинок, меч был хорошо сбалансирован и мог использоваться как колющее, так и рубящее оружие. Так, для 20 тысяч человек личного состава 29-й армии было закуплено около 40 тысяч дадао по два на солдата: одно оружие было боевым, другое было учебным (тяжёлым и незаточенным). Меч носился в кожаных ножнах на ременной портупее за спиной.
Солдаты «дадао дуй» были вооружены также немецкими пистолетами Mauser C96 (калибр 7,63 мм) и гранатами Stielhandgranate 24. У каждого бойца были по три подобных гранаты, которые они носили в специальных матерчатых кармашках, нашитых на матерчатый жилет, надевавшийся поверх гимнастерки. Тем не менее, именно дадао было основным оружием «отрядов большого клинка», которого японцы боялись не меньше, чем артобстрелов или подрывов на минных полях. Партизанские части, помимо дадао, носили также и винтовки.

## Тактика

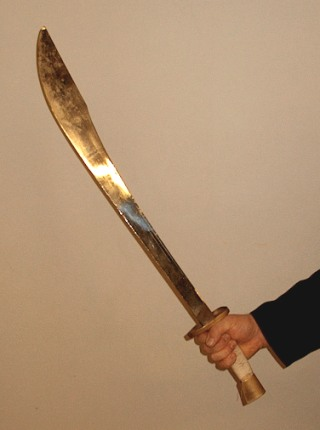
Дао.

Тактика дадао дуй в целом не отличалась от тактики германских или итальянских штурмовых отрядов: бойцы забрасывали позиции противника гранатами, после чего шли на штурм с мечами дадао. Бойцов учили бросаться в бой с дадао подобно «гранате с выдернутой чекой»: при попадании в гущу сражения солдат должен был бить мечом противников во всех направлениях. Помимо традиционной техники боя дадао авторства Ма Фэнту, бойцы «дадао дуй» изучали другие стили (син, цюань, северный богомол, тунбей). В 1933 году мастер стиля багаучжан Инь Юйчжань издал книгу «Практика рубящей сабли», посвящённую боевым возможностям дадао.